# Enzo Meucci
Enzo Meucci (Pisa, 7 luglio 1916 – Pisa, 24 settembre 2002) è stato un politico italiano.

## Biografia
Laureato in lettere, è stato insegnante e preside dell'istituto magistrale di Montopoli Val d'Arno. Esponente della Democrazia Cristiana, ne è stato segretario provinciale a Pisa; ha fatto parte della Camera dei deputati nella V, VI, VII e VIII legislatura della Repubblica Italiana, restando in carica dal 1968 al 1983.
Muore all'età di 86 anni nel settembre del 2002.